# Graydon Carter
Edward Graydon Carter (Toronto, 14 luglio 1949) è un giornalista e attore canadese naturalizzato statunitense.

## Biografia
Dopo un primo matrimonio finito con un divorzio, si è risposato altre due volte: nel 1982 con Cynthia Williamson, da cui ha avuto quattro figli e da cui ha divorziato nel 2000, e successivamente con Anna Scott, sposata nel 2005. Attivo principalmente come giornalista, ha anche preso parte a qualche film, come La frode (2012), con Richard Gere. È stato direttore di Vanity Fair dal 1992 al 2017.

## Filmografia
- Alfie, regia di Charles Shyer (2004)
- Wall street - il denaro non dorme mai regia di Oliver Stone (2010) - se stesso
- La frode (Arbitrage), regia di Nicholas Jarecki (2012)
- Tutto può accadere a Broadway (She's Funny That Way), regia di Peter Bogdanovich (2014)